# 裏ビデオ
裏ビデオ（うらビデオ）とは、性器にモザイク処理などを加えず性交場面などを収録しているポルノ映像作品（広義のアダルトビデオ）である。日本においては、わいせつ物頒布罪に該当する恐れがあるため、流通・販売が「表」では行えず「裏」で行われるためこう呼ばれる。かつてのブルーフィルムのフォーマットがビデオに変わったもの。1980年代頃より制作と販売がなされていた。ここでは主に日本の裏ビデオについて記述する。DVDによる無修整ポルノ映像作品については裏DVDを参照。
また、わいせつ以外の「裏ビデオ」については下記の非性的なものを参照。

## 概説
日本においては、性器の画像修整がない映像の流通販売がわいせつ物頒布罪によって違法とされている。アメリカ合衆国のポルノビデオとは異なり、日本で販売、あるいはレンタルされているアダルトビデオ（“表”ビデオ）は、倫理審査団体の審査による自主規制、もしくはメーカー側の判断による自主規制により、性器に“モザイク”など様々な手法で修整が行われている。
性器に修整がない映像（無修整映像）を観たい市場の潜在的な需要に対応し、1980年代頃より目立たないように流通するようになった。合法ではない可能性が高いビデオのことを、通称「裏ビデオ」と呼ぶ。1989年の昭和天皇崩御前後の自粛期間における当局による風俗に対する一斉検挙以後は、裏ビデオ業界の自主制作作品が姿を消し、変わって、1990年代までには、修正をかける前の撮影素材テープや仮編集テープの段階での流出が、しばしば『裏ビデオ』として認識されるようになった。

## 歴史
家庭用VHSデッキの普及と同期して、1980年代頃から一般に登場した。

### 創成期（1980年代前半）
映画が作られるようになってまもなく、わいせつな映画も作られるようになった。日本にも20世紀初頭から流入、独自に国内でも製作されるようになり、一部で非合法フィルム＝「ブルーフィルム」の秘密上映会が行われるようになった。1960年代には10万本以上も売りさばくブローカーが現れるなど活況を呈していたが、「ブルーフィルム」の上映には映写機など高価で大きな機材が必要なため、一部の愛好家による道楽的な要素が強かった。小型で家庭でも視聴が可能なビデオデッキの普及は、アンダーグラウンドメディアに革命をもたらし、フィルムからテープへの記録方式の変化によって「ブルーフィルム」はやがて淘汰され消滅していった。しかし、撮影のノウハウなどは少なからず裏ビデオに影響を与えることになった。
当時は家電小売販売店がビデオデッキ販売促進のため、裏ビデオとセットで渡っていたとされていたことがあったともいわれる。1980年代は、性描写を主体とした映像制作会社が多く存在していた。ユーザー向けに流通していた物の多くは、複数回ダビングを行った結果、画像の劣化が著しかった。
定説では、自主制作裏ビデオの第1号は「星と虹の詩」といわれる。その後、1982年頃、本格的裏ビデオ「洗濯屋ケンちゃん」（一部の書物には、裏ビデオ第1号を「洗濯屋ケンちゃん」とする説を載せている）が流通した。東京放送（TBS)の「8時だよ全員集合」などゴールデンタイムのバラエティ番組や人気アーチストのプロモーションビデオの中で、タレントが「洗濯屋ケンちゃん」と発言するなど、裏ビデオの存在が公然と語られるようになった。

### 発展期（1980年代中頃）
「洗濯屋ケンちゃん」登場に前後して、裏ビデオは単なる性交ビデオから、作品展開に共通の流れができ映像作品と呼べる内容に向上してきた。代表的なストーリー展開は、女性登場-入浴-オナニー-男性登場-前戯-性交、というパターンで、性交は最後の5分間だけというものが少なくなかった。多くの作品は、性交シーンに当てられているため、極端に短く感じられるが、この頃の出演者は専門の俳優ではないので実生活と同じ感覚で性交していたものと思われる。
裏ビデオそのものが珍しかったこの時代には、夫婦やカップルなど男女で観賞することも当たり前に行われていたため、男性のオナニーシーン（勃起から射精まで）を取り入れた作品もあった。
また、この頃から、アダルトビデオ雑誌に裏ビデオ紹介記事が掲載されていることもあった。裏ビデオ評論家なる者が現れ、鑑賞した裏ビデオに点数をつけて評価したり、購入方法のノウハウなどがアダルトビデオ雑誌に掲載され、この情報をもとに裏ビデオを購入したユーザーも存在した。

### 成長期（1980年代後半）
1980年代後半からは、当初より裏ビデオとして制作された作品の他に、アダルトビデオ制作会社の資金難などの理由により借金の肩代わりに持ち出されたものが流出した。審査向けの修整前のマスターテープをコピーしたものもあった。市販を前提にアダルトビデオを制作されたものなので出演女優のクオリティが高い。また、素人生本番のよる生録りが人気を集めたのもこの頃であった。
それまでの裏ビデオは実際の性交を記録したものが多く、性交や射精、中出しをリアルに行っていた。
1988年秋、昭和天皇が危篤状態になると（翌年1月7日崩御）社会全体が自粛ムードになる中、警察当局はそれを口実に1989年にかけて一斉摘発に乗り出し、自主制作作品は壊滅的な打撃を受けた。以後、前出の合法アダルトビデオの「流出」モノが多くなった。

### 成熟期（1990年代後半から2000年頃）
DVDプレイヤーの普及に伴い、視聴形態がVHSビデオカセットからDVD-Videoに変化していったが、DVDはデジタル録画であるため、何回重ねてダビングしても画質が劣化することがなく、高画質で作品を視聴できるようになった。コンテンツは「日本人出演の海外作品」とされるものが多くなり、また、これらは一般に「米国在住の日本人向け」とされている場合が多いが、アダルトコンテンツのECサイトが日本語で表示され、日本での代金決済や日本向けに発送に対応しており、実質的に日本在住の者に向けてのものとなっている場合が多い、無修整で日本に持ち込むと、関税法における禁制品のため、税関で没収・返送され、罪に問われる場合がある。しかし、業者側も税関没収時の再送オプションを備えたり、DVD以外の何かに偽装して発送するなど、いたちごっこが続いた。

### 現在
そして2010年代では、アメリカ合衆国など世界から映像をビデオ・オン・デマンドで配信する方式へと移行した。これはサーバのある国家の法令に準拠するため、この場合は発信側・受信側ともに日本の法令には抵触しない。日本国内で個人が楽しむ範疇ならば違法性はない。これにより海外発無修正作品が日本で閲覧可能になり、危険を犯してまで流通させる必然性がなくなってきている。また、ファイル共有ソフトによって、多くの無修正ビデオがインターネットで流通し、入手が困難ではなくなっているため、創生期の「限られた人のみが視聴可能」な状態ではなくなった。
2022年に成立したAV出演被害防止・救済法において、アダルトビデオの定義が「性行為に係る人の姿態」の映像と定義されたため、わいせつ罪や、著作権侵害にあたらない映像も成立以降は同法における規定を満たさないもの（演者との契約締結、1年間の無条件契約解除、原状回復義務など）は非合法に当たる可能性が加わった。ただし、もともと国外サーバーを経由するなど脱法的に制作されたものが多数であるため、影響があるかは不明。演者との契約体系はひとまとまりの業界があるわけではないので適正AVと異なり法の網を潜り抜ける可能性が指摘されており、演者である女性が撮影事業者だった場合も、新法で想定されていないことから法律適用外となる。
ライターの安田理央は法律公布後、何事もなかったように出演者を募集し、撮影が行われていることを確認しており、AV出演被害防止・救済法後適正AV業界ではすぐにマネタイズできなくなったことを受け、新法を無視する業者に女性が流れてしまうこと、また海外配信に流れてしまうスタッフがいるであろうことを危惧。もし逮捕者が出ればポルノ映像全般を巻き込む出来事として非難の的となり、法律ができたことによりジャンル全体が非合法に寄ってしまうことは本末転倒と綴っている。

## 流通別分類
いくつかのタイプに分類可能であるが、複数のタイプが複合したものもある。
合法の国の正規品
現在流通する無修整ビデオはAV女優が出演している米国正規品がほとんどである。通常のアダルトビデオだと、だまされて出演する場合もある。しかし、発信元の米国などでも規制が厳しくなっており、「騙し」による出演は最近は珍しくなっている。女優と契約していないメーカーが動画を流すのは肖像権侵害であるとして、訴訟沙汰になるケースが増えている。無修整ビデオ販売サイトでは出演女優と直接交渉し、ビデオの出演を依頼することで、トラブルを避けるケースが多くなっている。契約内容が無修整動画を一般に向け販売するというものであるため、かなり高額のギャランティを払わなければ女優は出演しないとされている。そのため、表ビデオに比べ、出演料が何倍にもなるケースがある。この場合では国際販売がほとんどである。
2017年に日本プロダクション協会が設置されて以降、適正プロダクション協会員であるAV女優は海外の無修正ポルノ作品には原則出演できず、出演した場合は除名となる。
日本国内の裏業者
日本裏ビデオ業者によると思われる作品は、実際は摘発逃れのためのたび重なる名称変更、生産国や所在地を明かさず、極めて不明な点が多い。これらの作品は無修整ではなく、性器等のモザイク処理が極めて薄い「薄消し」が施されている。なお、中には「極薄消し」なる、ほとんどモザイクの意味を成さないものもある。摘発逃れができる最低限のモザイクをかけているとされるが、勿論それでも違法性が高い場合がある。
2017年に日本プロダクション協会が設置されて以降、前述の国外業者の場合同様、AV女優は適正AV業者以外の作品には出演できず、出演した場合は除名となる。
同人AVとも呼ばれ、2022年6月にはSMプレイをしていたモデルが死亡し、事件となった。
無断コピー品
上記2点及びインターネット作品から、無断でDVD-Rにダビングして販売されるものがある。この場合著作権法にも違反する。
近年は違法アップロードも多くあり、2022年6月3日、ソフト・オン・デマンドは著作権保護啓蒙サイト「STOP！著作権侵害」を開設。推定被害額が13億5000万円に上っていることを公表。NPO団体とも連携し、海賊版の啓蒙および摘発、根絶を目指す姿勢を示した。
裏ビデオに類似するもの
一部の「インディーズ系」に「薄消し」と呼ばれるものが存在し、裏ビデオと同列で販売されているものがあるが、「薄消し」と銘打っている作品であっても、いわゆる裏業界・裏市場における「薄消し」とは異なり、ビデ倫と比べモザイクが小さくても女性器が確認できないほどに濃いことがある。この手の「薄消し」作品は、専門ビデオ販売店でも見かけることが少なくない。

## ジャンル
ここからは主にジャンルで示す。基本的にはモザイクありのアダルトビデオと大きく変わらない。
- 裏アダルトビデオ - 女性が出演して女性器や性行為を見せる、主に男性を視聴対象としたもの。
- ゲイビデオ - ゲイである男性同士の性行為（アナルセックス）、もしくはバイセクシャルやノンケの男性がオナニーや女性との性行為を行い男性側の描写を中心としたもの。男性を視聴対象としているが女性ファンもいる。
- アダルトアニメ - 国内で発売されているアダルトアニメ（18禁OVA）では、制作元が同一作品の無修整版の輸出を積極的に行っており、無修整の海外正規品として販売される場合が多い。

### 裏アダルトビデオのジャンル
- 単発女優物、企画物 - かつての作品では沖田真子や渡瀬ミクなどのものが有名。
- 特集物 - 単品作品の冗長部分をカットし、作品数点分の性交場面だけを集めて一本にした作品。
- 乱交物 - 複数の男性がひとりの女性もしくは複数の女性と性交するもの。
- 熟女物 - 一般アダルトビデオ同様、ビデオ出演者（男優、女優含む）の年齢は18歳（法令による）から30代程度であるが、このジャンルでは、それ以上の年齢層（例えば40〜60歳代の女性（俗に言う「熟女」といわれる女性））が性的行為を行う内容である。
- 素人物 - 素人がプライベートな性交シーンを撮影したもの。画質がよくないものが多い。制作者（業者もしくは個人）が街で一般人（素人）をスカウトして撮影するものもあるが、実際は関係者による演出がほとんどである。
- ハメ撮り物 - カメラマン自らが性交を行いながら撮影するもの。
- 青姦物 - 文字通り、野外での性交物。アダルトビデオでは、大勢の人の前で裸体をさらしたり性交を見せたりするなどの過激な作品は厳しく規制されるようになり、裏ビデオのジャンルになりつつある。
- SM物 - 文字通り、SMを撮影したもの。
- 獣姦物 - 主に犬や馬等の動物と性交するもの。
- 黒人物 - 主として黒人と性交を行う内容である。相手をする女優は女子高生、主婦、単体女優などがある。アメリカのプロの黒人AV男優から素人まで、その数は決して少なくない。

### 裏ビデオ特有のもの
- 裏流出物
  - AV女優が出演し、通常のアダルトビデオとして制作された内容で、モザイク処理前のテープが流出したもの（倒産したメーカーの作品が裏の業界に流れることはよくある）。内部の人間が故意にダビングテープを流出させたこともあった。大まかに編集されたいわゆる「粗編集」のままダビング、コピーされ流通するため、通常カットする監督の声やコンドーム装着シーンなどが入っている、逆に、一切音声が入っていないタイムコード入り映像だけのものもある。そのため、現在の主な合法アダルトビデオメーカーでは、流出対策として早い段階でモザイクをかけている。
- 逆輸入物
  - 日本人（日本語をしゃべる・日本と見られる場所で撮影）が出演し、米国向けに無修整で制作された作品が逆輸入され、日本で裏ビデオとして流通しているもの。
- ネット流出物
  - プライベートで撮影された素人男女の性交ビデオが、故意に流出あるいはwinnyなどファイル共有ソフトを介して流出したもの。

#### 裏ビデオ特有のもので犯罪性も高いもの
- ロリータビデオ・ショタビデオ
  - 18歳未満の少年少女の裸体や性行為を映したもの。児童ポルノ法施行前に制作されたものと、それ以降に制作されたものに分類される。
  - 前者は、単にロリータビデオもしくはショタビデオといった場合、裏ビデオには属さないものもあることに注意。裏ビデオに属するものの場合、双方ともに違法性が高い。また、被写体の児童やその保護者の同意の下に撮影されたものと、児童への猥褻行為を記録したものとがある。海外でも違法性が高い国が大半を占めており（重罪になることもある）、入手が困難で、ほとんどが海外の裏市場で入手されたものであるが、現在[いつ?]法規制がされていなかったり、定義年齢が日本より低い国からインターネット配信をする方式で合法的に発信を行っているサイトも一部にある。ロリータビデオではないが、児童ポルノの被写体は女児のみならず男児も含まれ、これを「ショタビデオ」と呼ぶ。日本では、男児の児童ポルノ所持についても既に何人か逮捕者が出ている。日本国内で製作されたと思われるものの例として『名古屋団地』『双子姉妹』『妖精伝説』『堂山ビデオ』（少年を扱ったもの）などが挙げられる。

- 援交物
  - 援助交際（少女売春）の一部始終を表したもの。少女に金銭を渡し、性交を行いそれを撮影したもの。特に、少女が18歳未満の場合、これも犯罪行為にあたる。有名な例としては『関西援交』があり、これは制作者が逮捕されている。2000年代のファイル共有ソフトの隆盛により、インターネット上のみならず、それらをコピーした宅配ビデオ業者や裏ビデオ販売業者でも目玉商品として扱われるなど爆発的に拡散してしまった経緯があり、販売業者も多数の逮捕者を出している。
- 盗撮
  - ラブホテルに隠しカメラを仕掛けたものや、女子トイレ、公衆浴場、学校の更衣室などで秘かに隠し撮りされたもの。トイレ・浴場では女性の協力者がいる場合が多い。迷惑防止条例で定められている地域では撮影者が判明次第罰せられる。アダルトビデオでは、女優と出演契約を行う、やらせ作品も多い。実際に盗撮者が逮捕された学校の更衣室での女子生徒の更衣盗撮映像が販売されていることがある。
- スナッフフィルム（en:Snuff film）海外の場合、被害者（性交相手も含む）を殺害する映像が含まれる明らかな犯罪物も存在するといわれる。
- レイプ物
  - 強姦の一部始終を表したもの。アダルトビデオでは女優などによるやらせ撮影による作品がほとんどであるが、裏ビデオのレイプ物の中には、現実に行われたレイプを録画したものもあり、これは犯罪行為にあたる。実際にレイプ犯からの投稿された映像が販売されていることがある。

#### レイプ物について
犯罪行為である実際のレイプを撮影したものはあまりなく、多くはそれらしく演技、構成したものである。実際のレイプ物が存在するかは、その地域の宗教色やポルノに対する寛容度によって差があるとされている。ポルノに対して比較的寛容で、ポルノの話題を口にしやすい地域では、口コミで情報が広がりやすく、警察が情報を掴みやすく摘発に遭いやすいといわれる。
- 対して、ポルノの話題を口にするのがはばかられる風潮がある地域では、ポルノに関する情報はなかなか広まらない。その結果、非常に犯罪性の高いものが出てきても、愛好者だけの間で秘密裏に流通が行われるケースが多く、表面化しない場合が多い。

オーストラリアでは、「ノン・バイオレンス・エロチカ」といわれる、暴力性のないポルノは無修整でも完全に合法とされ、女性でも見る者が多くなっている。英国にある世界最大のポルノショップのオーナーも女性である。

### 非性的なもの
転じて、性的描写が含まれないものでも、非合法でひそかに流通しているものを「裏ビデオ」と称することがある。例として以下のようなものがある。
- 本来許されていない場面で、個人が隠しカメラを持ち込んで撮影したもの（コンサートや演劇など。海賊版も参照）。
- 一度テレビ放映されたもので、後に「欠番」などと称され、諸般の事情や肖像権の関係で再映像化が行われなくなったもの（代表的なものとしてウルトラセブンの第12話、前田日明vsアンドレ・ザ・ジャイアント戦のプロレス中継など。封印作品も参照）。
- 倫理的な理由で、通常映像化が行われにくいもので、実際に殺人が行われるシーンや、爆弾テロでの死者や戦争での大量殺戮現場などを撮影したグロテスクなものなど（NHKスペシャル「世紀を越えて」でオープニングのクロスカッティングに用いられたものもある）。

ただし、これら非性的なものはYouTubeなどインターネット動画共有サービスの普及により流通しやすくなっている。

## 販売方法
合法のアダルトビデオとは異なり、一般的なレンタルビデオ店には置かれず、下記に示す流通法で販売されている。初期の作品は家庭用ビデオカメラを用いて撮影、編集されているものが多いうえに、ダビングを繰り返されているのも多いため、一般的に映像の品質は高くない。しかしファイル交換ソフトの普及で（非合法ではあるが）だれでも無料で裏ビデオの入手が可能になったために、原版と同一で画質の良好なものが多数存在している。DVDプレーヤーの普及に伴い、メディアはDVD-Rへ移行しつつある。
わいせつ物は陳列、販売、頒布することは違法になるが、単に個人が楽しむ目的で所持しているのみでは、違法ではない（ただし、販売目的での所持を除く）。そのため、裏ビデオを買った場合に取締りの対象になるのは店側のみである。ただし、証拠品として警察にビデオ提出を要請されたり、事情聴取として任意連行されたりすることがある。
ネット上に販売サイトを開設し、米国のハワイ州やカリフォルニア州などから発送を行う業者がある。国際郵便での発送を行うのは、業者が販売の罪に問われるリスクを低減するためである。しかし、裏ビデオは輸入禁制品であるため、税関で没収されたり、受取人に荷物の開封の要請がくる場合がある。現地にて直接購入する場合も同様である。
なお、米国の州法で認められている無修整アダルトコンテンツを、日本国内でウェブ閲覧することは、違法ではない。しかしアメリカでは、2257法案などにより、アメリカ国内で未成年へのアダルトビデオ販売に関する規制が厳しくなっており、年齢確認証明などの成人限定という写真付き本人証明の提出登録などの手続きが必須となっており、違反した場合は米国連邦捜査局（FBI）の調査が入り、摘発された場合は20年の禁固刑が科せられる。

### 販売経路
主な経路を示す。
- 繁華街のアダルトショップ（合法アダルトビデオとともに売られている店と、裏ビデオ専門店がある。通販対応しているところも少なくない）。裏社会の資金源ともいわれる。
- アダルトショップ店内での呼び込み（レンタル会議室などに客を集めて、リストを見せて選ばせる）
- 独身男性（女性）の家（アパート）にビラを投函し、宅配便や販売者が届ける。
- インターネット合法サイト（アメリカではハワイ州やカリフォルニア州など）を用いての販売（州内では合法）

一般的にこの種のビデオの価格は1本あたり約1,000円から1万円を超える高価なものまでさまざまである。ただし、データ配信のみ、まとめ買い、コピー商品（著作権などでも違法）などでは1本300円以下になることもあり、低価格化が進んでいる。現状では、海外で直接購入したりファイル共有ソフトで入手した裏DVDをコピーして販売する業者が価格破壊に乗り出しており、1本800円から1000円程度で入手できる。かつてのビデオテープなどのダビングとは異なり、デジタルデータは無劣化で複製できるため、コピーとはいえ高品質な裏ビデオを入手できるとされる。
インターネットでの動画配信サイトでは、顧客がブロードバンド普及とともにweb配信へ移行している。しかし、裏ビデオを大量購入しやすくなったことと商品在庫という概念がなくなったので市場規模は拡大している。

### 近年の傾向
インターネットによるストリーミング再生によって、無修整映像を配信し、商品販売とは別に映像データのみの販売という形で存在している。配信する理由として、日本では無修整ビデオ配信は違法であっても、世界からのストリーミング配信は、サーバのある国家の法令や警察権に準拠するため合法となる。
具体的には、世界においてあるサーバよりWMV・DivXなどの圧縮した映像をDRM化でコピーガードした、ストリーム再生技術を使用したウェブ配信の利用である。動画の決済には、配信元の通貨にあわせたクレジットカード支払いになる。
違法性の高いロリータ物から、海外のウェブ配信ものまで幅広く流通している。基本的に全ジャンル流通している。
ファイル共有ソフトを用いる裏ビデオの流通も、雑誌でだれでも簡単に収集可能と紹介されたため、（非合法ではあるが）高画質な裏ビデオを無料で入手することができる。これらは、ファイル共有ソフトで蔓延しているコンピュータウイルスに感染するリスクを伴い、裏ビデオの収集が原因となっている可能性が高い（これはウイルスによって情報とともに、添付される検索ワードファイルから確認可能）。
情報漏洩事件も多発しているため、違法であるとともに情報流出という点から、安易な利用は避けるべきである（情報漏洩では、実際に収集していたものに関して報道される場合がほとんどないが、これらの流通経路を秘匿するためとも、わいせつ物頒布罪の法解釈の盲点や矛盾点が表面化されないためともいわれる）。
これらは、裏ビデオという非合法性をはらみつつ、さらに著作権法にも違反している。
ファイル共有ソフトの台頭によって、無修整ビデオを無料かつ手軽に入手可能な状況となり、ビデオ販売業者は存続の危機に立たされている。
2017年に、インターネット上で無修整のアダルトビデオを、アメリカ合衆国のアダルト動画サイト（カリビアンコム）で動画配信したとして、わいせつ電磁的記録等送信頒布の疑いで、アメリカ国籍の男性が沖縄県で警視庁に逮捕された。動画サイト運営者が逮捕・摘発された初めてのケースとなる。

## 主な作品
- 洗濯屋ケンちゃん
- コンバット/恐怖の人間狩り
- 網タイツの女
- ホットライン
- 雪国
- 遊女（菊島里子（杉本未央））
- サムライの娘（田口ゆかり）
- ホテトルあらし（宮地ヨシ子）
- 夜まで待てない（沖田真子）
- 家庭教師
- 終冬（宮地ヨシ子） レッドゾーン（神谷琴絵）
- トライアングル PART2（加藤ちえみ）
- 秀美の本番 またいっちゃう（石田秀美）
- マリン・ブルー（森下優子）
- コードネームはオ○○コ（松原恵）
- TABOO（坂本由希）
- マリ子IN愛ラブ（樹まり子）（流出もの）
- 妻たちの性体験シリーズ（プライベートもの）
- 夫婦 愛の賛歌シリーズ（プライベートもの）
- すぷりんぐシリーズ（池内良子）（プライベートもの）